# Buhla
Buhla est une commune allemande située dans l'arrondissement d'Eichsfeld en Thuringe.

## Géographie

Situation de Buhla dans l'arrondissement

Buhla est située dans l'est de l'arrondissement à quelques kilomètres au nord-est de Leinefelde. Elle est composée des deux villages de Buhla et Ascherode.

## Histoire
La commune a appartenu à l'ancien arrondissement de Grafshaft Hohenstein jusqu'en 1945 et ensuite à celui de Worbis jusqu'en 1990.

## Démographie
| 1910 | 1925 | 1933 | 1939 | 1995 | 2000 | 2004 | 2010 |
| ---- | ---- | ---- | ---- | ---- | ---- | ---- | ---- |
| 864  | 787  | 805  | 741  | 677  | 672  | 616  | 554  |